# Radek Škvor
Radek Škvor (ur. 29 marca 1989 w Pradze) – czeski aktor filmowy i telewizyjny.
Pracuje także w dubbingu. Jest m.in. czeskim głosem Boby Fetta z Gwiezdnych wojen i Asha Ketchuma z anime Pokémon.

## Filmografia (wybór)
Na podstawie źródeł:
Film
- 2001: Královský slib
- 1998: Jezerní královna

Telewizja
- 2000: Bez rodiny (film telewizyjny)
- 2000: Český Robinson (film telewizyjny)
- 1999: Jeníček a Mařenka (film telewizyjny)
- 1999: Operace Noah (film telewizyjny)
- 1999: Třikrát život, třikrát smrt (film telewizyjny)
- 1997: Polední žár (film telewizyjny)
- 1996: Sestřička a princ ze snů (film telewizyjny)

Dubbing
- Pokémon – Ash Ketchum[2]
- 1999: Toy Story 2 – Andy
- 2001: Harry Potter i Kamień Filozoficzny – Draco Malfoy
- 2002: Gwiezdne wojny: część II – Atak klonów – Boba Fett
- 2002: Harry Potter i Komnata Tajemnic – Draco Malfoy
- 2002: Arnold